# El leñador (canción)
«El Leñador» es la segunda canción del quinto álbum de estudio Esto es un abrazo; perteneciente al cantautor de rock argentino Palo Pandolfo. Es el primer corte de difusión y el primero de la placa en tener su videoclip oficial. 

## Historia
El videoclip promocional fue filmado en tan solo en dos días, en paisajes de Quila Quina (en la provincia de Neuquén). El mismo fue dirigido por Roly Rauwolf de la productora llamada Habitación 1520; en el que el cantautor, se lo ve transitando por senderos de una montaña con un hacha y en otra secuencia el hacha es cambiada por una guitarra.
En un reportaje que se le hizo al exlíder de Don Cornelio y La Zona y Los Visitantes; explicó la idea sobre el video: 

Llegamos un domingo a Bariloche y de ahí, con auto alquilado, llegamos a San Martín de los Andes, más precisamente a Quila Quina. Laburamos esa tarde, todo el lunes y el martes hasta después del medio día. Muy loco ir dejándose llevar por el lugar y nuestra fantasía: cada minuto más compenetrados con el personaje: El Leñador. ¡Muy intenso y divertido!.
Palo Pandolfo entrevistado el 17 de julio de 2013.